# Детская больница Святой Марии Магдалины
Детская городская больница № 2 св. Марии Магдалины — многопрофильный стационар для детей и подростков до 18 лет в Санкт-Петербурге. Больница располагается в Василеостровском районе Санкт-Петербурга.

## История больницы

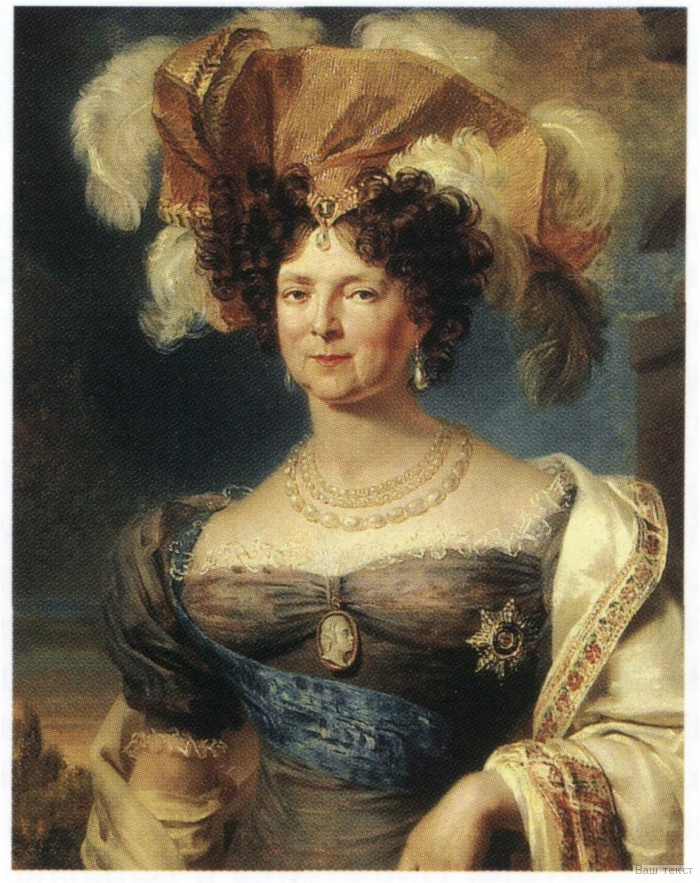
Вдовствующая императрица
Мария Фёдоровна

В 1828 году Попечительский совет заведений общественного призрения в Санкт-Петербурге, созданный по инициативе императрицы Марии Федоровны, выкупил уже после её смерти за 375 тысяч рублей расположенный на берегу Малой Невы, напротив Тучкова моста, особняк И. В. Кусова, для устройства больницы для жителей Васильевского острова и Петербургской стороны. В течение одного года были проведены работы по переустройству жилого дома под больницу, и 24 октября 1829 года (5 ноября), в день первой годовщины смерти императрицы Марии Федоровны, состоялось торжественное открытие больницы. В больнице была оборудована церковь, освященная в день рождения покойной императрицы 14 октября 1829 года, во имя небесной покровительницы императрицы, равноапостольной Святой Марии Магдалины. Имя Святой Марии Магдалины было присвоено и лечебнице.

### До 1917 года
Со дня своего основания больница находилась в ведении Ведомства учреждений императрицы Марии Федоровны. До 1885 года дела по больнице находились в ведении Попечительского совета заведений общественного призрения — особого органа, учрежденного 6 (18) января 1828 года для управления медицинскими и благотворительными заведениями Санкт-Петербургского приказа общественного призрения. В состав Совета входили председатель и члены по назначению императора, а также по должности — петербургский военный и гражданский губернаторы, губернский предводитель дворянства и городской голова. Совет осуществлял управление вверенными заведениями, организацию работ по их расширению и благоустройству, составление и изменение уставов, контроль за финансовой деятельностью. Каждый член Совета по назначению был одновременно попечителем одного из подведомственных заведений. Ежегодные отчеты о деятельности Совета подавались императору. Председателями Совета были последовательно: кн. В. П. Кочубей (1828—1834), гр. Ю. П. Лита (1834—1839), М. Е. Храповицкий (1839—1847), Ф. П. Опочинин (1847—1853) — попечитель больницы, Д. В. Васильчиков (1853—1859) — попечитель больницы, гр. П. Н. Игнатьев (1859—1861), светл. кн. А. А. Суворов (1861—1882), К. К. Грот (1883—1885). С 1847 по 1865 год — попечителем больницы состоял М. Н. Жемчужников. Только за первые 50 лет существования больницы её 22 раза посетили российские императоры Николай I и Александр II и оставили восторженные отзывы о состоянии лечебницы, содержании, обслуживании и лечении больных. 29 января 1885 больница, в числе других заведений общественного призрения была передана петербургскому Городскому общественному управлению.

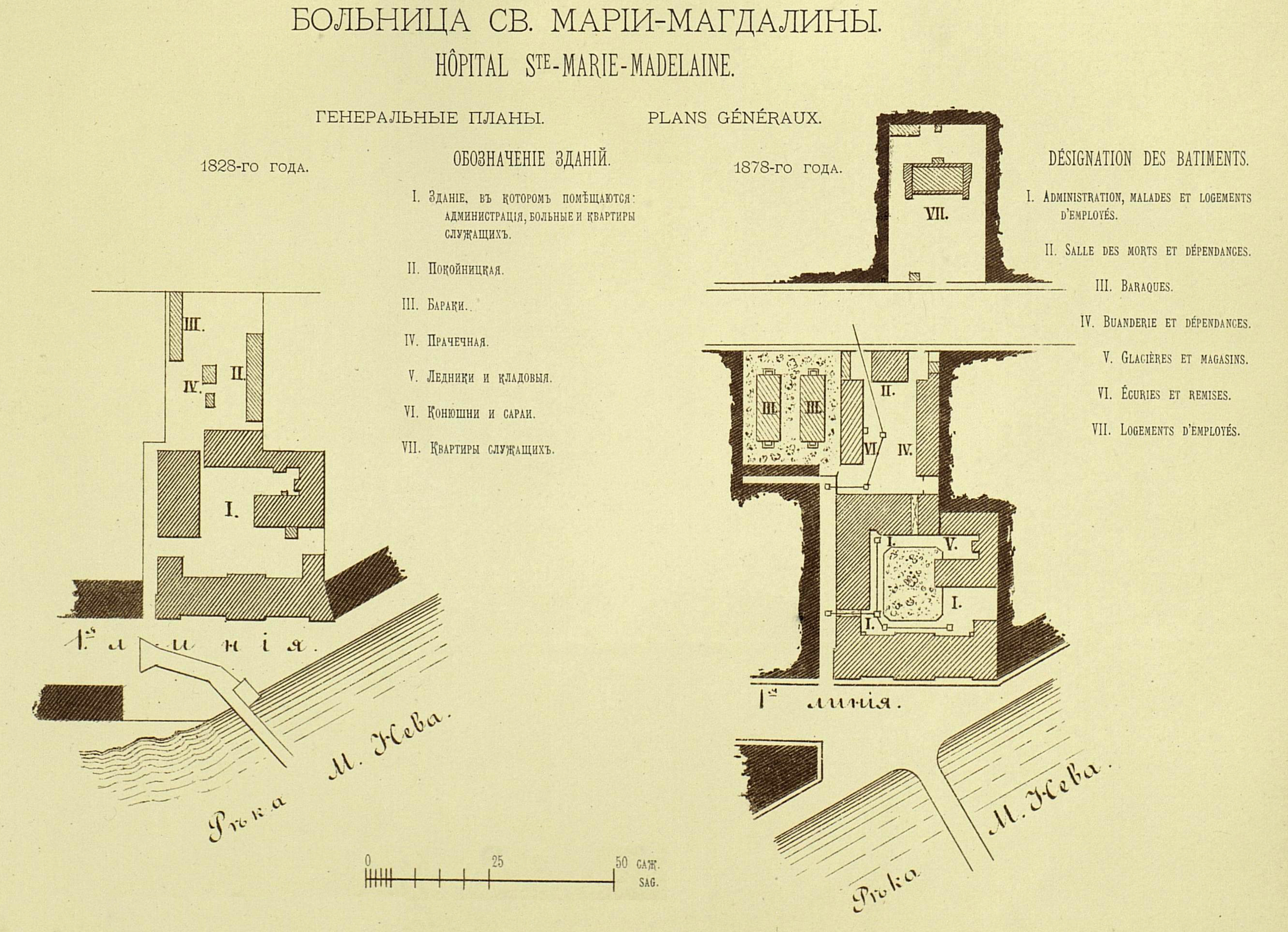
Общий план больницы в XIX веке

В первые годы в больнице проводились дополнительные строительные работы по расширению помещений больницы, увеличению числа кроватей, улучшению размещения больных и их обслуживания. В XIX веке больница несколько раз изменяла профиль и становилась, с учетом эпидемиологической обстановки в городе, частично или полностью инфекционной. Во время нескольких эпидемий холеры и возвратного тифа, в середине XIX в., больница принимала только инфекционных больных.
В 1844 году при больнице была открыта небольшая амбулатория, в которой вели прием врачи по шести медицинским специальностям, а через несколько лет амбулатория была расширена и переведена в специально построенное здание рядом с больницей, в котором также были устроены квартиры для врачей. В советское время эта амбулатория была выведена из состава больницы и преобразована в одну из районных поликлиник для взрослых.
В XIX веке пациенты петербургских городских больниц в большинстве своем принадлежали к бедным слоям населения. Пациенты, покидавшие стены больниц, зачастую оказывались без средств к существованию, без жилья, без работы, даже без соответствовавшей сезону одежды, нередко у них оказывались просроченными паспорта. Материальную, юридическую и нравственную поддержку выходящих из больницы брали на себя благотворительные общества. С 1874 года до октября 1917 года частное благотворительное общество для помощи беднякам активно работало в больнице, помогая лечившимся в стационаре и после выписки выдачей пособий, одежды, приобретением протезов, оформлением документов, а при необходимости, и билетов на поезд для возвращения к месту жительства.
13 августа 1910 года Благотворительным обществом при больнице св. Марии Магдалины был основан Ольгинский приют трудолюбия для детей лиц, находящихся на излечении или скончавшихся в больнице Святой Марии Магдалины. Приют при больнице св. Марии Магдалины состоял под покровительством императрицы Александры Федоровны. Попечительницей приюта была супруга сенатора Мария Васильевна Врасская, её помощницей (с 1913) — Зинаида Алексеевна Галкина-Врасская, председателем Правления — д-р медицины Н. Я. Кетчер, его помощником — д-р медицины А. Э. Бари, казначеем — д-р медицины Ф. К. Вебер, секретарем — врач К. М. Чистяков, заведующей — Е. К. Добровольская. Располагался на Канареечной ул., 8/3. К 1917 году приют переехал по адресу: Крестовский о-в, Константиновка (улица упразднена в 1964 году), 3 и находился в заведовании Веры Константиновны Пейппо.

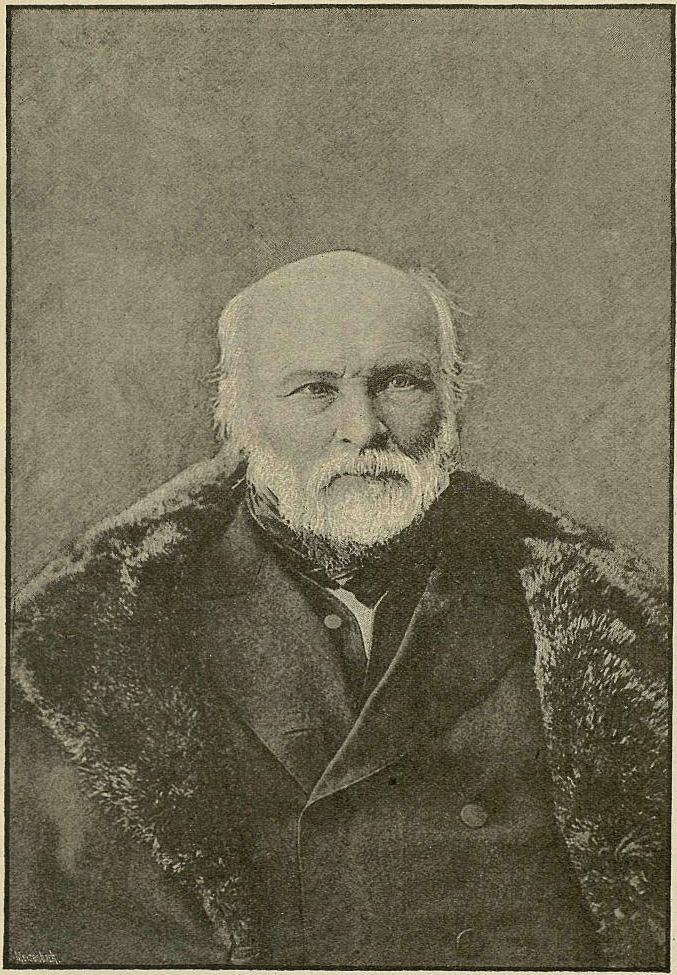
Профессор Н. И. Пирогов

В течение многих лет больница была клинической базой Медико-хирургической Академии. Здесь консультировали больных и вели занятия со слушателями Академии профессора Пирогов, Гундобин, Кетчер, консультантом-хирургом был лейб-медик Аренд (лечивший раненого на дуэли А. С. Пушкина). С 1867 года главным врачом Мариинской больницы был проф. Каде, он организовал в больнице хирургическое отделение.
Количество мест в больнице постоянно увеличивалось и достигло к 1917 г. рекордного уровня в 900 кроватей, включая 150 кроватей в присоединенном Покровском филиале, который находился в составе больницы в течение 20 лет, до 1926 года.

### После 1917 года
На основании декрета СНК «О народном Комиссариате здравоохранения» от 18 июля 1918 года, больница была передана в ведение Комиссариата здравоохранения Союза коммун Северной области. В том же 1918 году больнице присвоили имя Веры Слуцкой (Вера Слуцкая работала в октябре 1917 года секретарем Василеостровского райкома РСДРП(б) и погибла при доставке медикаментов красногвардейским отрядам во время подавления мятежа Керенского — Краснова).
Начиная с 1935 года больница имени Веры Слуцкой функционировала как городская инфекционная больница и принимала исключительно взрослых инфекционных больных. Больница продолжала работу и в годы войны и блокады.
Начиная с 1950 года на базе больницы им. Слуцкой работала Детская инфекционная больница, а в 1968 году больница стала хирургическим стационаром для обслуживания детей и клинической базой нескольких медицинских институтов. Основу детского хирургического стационара составили три хирургических отделения (урологическое, ургентное и плановое), переведенные из больницы им. Крупской. В 1973 году хирургическая больница им. Веры Слуцкой была объединена с соматической больницей им. Н. К. Крупской, объединенной больнице было присвоено имя Н. К. Крупской.

## Сегодняшний день
В 1993 году больнице было возвращено её первоначальное историческое название — Святой Марии Магдалины.

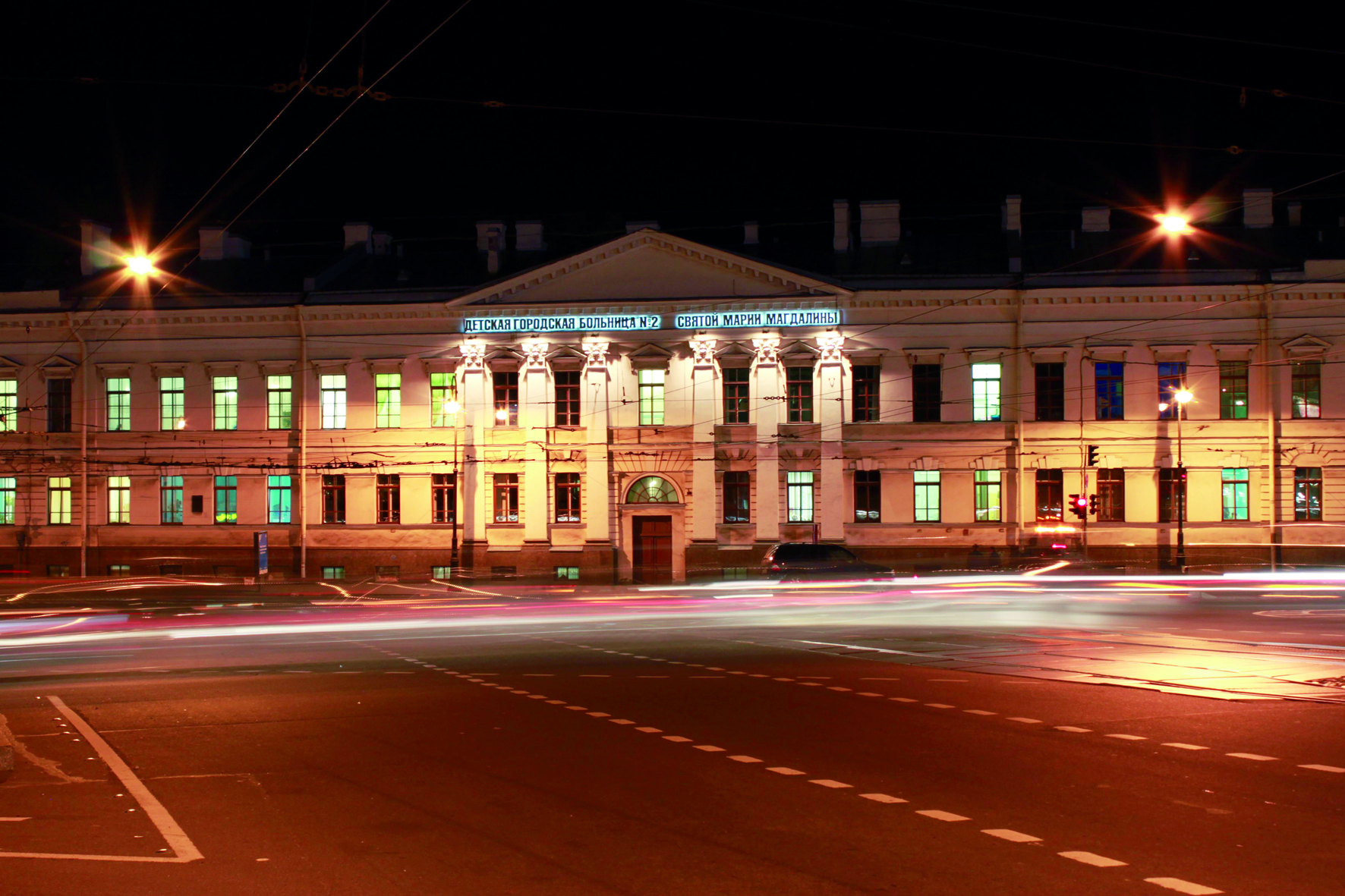
Вид с Тучкова моста

### Отделения
- По адресу: 2-я линия В. О., д. 47 располагаются:
  - Приемное отделение (главное)
  - Лучевой диагностики (СКТ , МРТ, рентген, УЗИ)
  - Гнойной хирургии
  - Общей хирургии
  - Травматологическое
  - Реанимационное
  - Педиатрическое
  - Аллергологическое
- По адресу: 14-я линия В. О., д. 57 располагаются отделения:
  - Приемное
  - Нефрологическое
  - Кардиоревматологическое
  - Амбулаторно-консультативное

С февраля 2016 года в больнице действует первый в городе центр амбулаторной травматологии для детей.

### Сестричество имени императрицы Марии Федоровны при больнице
В сентябре 2012 года, по благословению настоятеля храма Св. равноапостольной Марии Магдалины иерея Даниила Василевского, благотворительным Фондом Св. Димитрия Солунского при больнице создано Сестричество. Сестры посещают больных детей в больнице, помогают медицинскому персоналу в уборке палат, уходе за младенцами, приглядывают за детьми в отсутствие родителей. Также сестры ведут миссионерскую деятельность, в частности, готовят желающих к причастию, собирают подарки на Рождество и другие праздники.

## Кабачок «У Магдалины»
В 1973 году врачи и медсестры детской больницы им. Крупской создали свой Кабачок «У Магдалины». Инициатором создания клуба и его руководителем стал врач-отоларинголог и хирург Лев Черкасский. Кабачок расположился в подвале здания больницы на 14-й линии Васильевского острова. Оформление интерьера «Кабачка у Магдалины» выполнил в 1970—1973 годах Геннадий Манашеров. Кабачок у Магдалины стал своеобразным клубом медиков Ленинграда, в нём проводились занятия «Школы молодого хирурга», КВНы, праздники посвящения в профессию. На сцене клуба выступали Эдита Пьеха, Эдуард Хиль, Александр Розенбаум, Михаил Боярский, Марина Капуро, Константин Райкин, Семен Альтов, Максим Леонидов, Михаил Светин, Алиса Фрейндлих, Давид Голощекин, Михаил Жванецкий, Илья Олейников и Юрий Стоянов и др.

## Здания больницы

### Главный корпус больницы

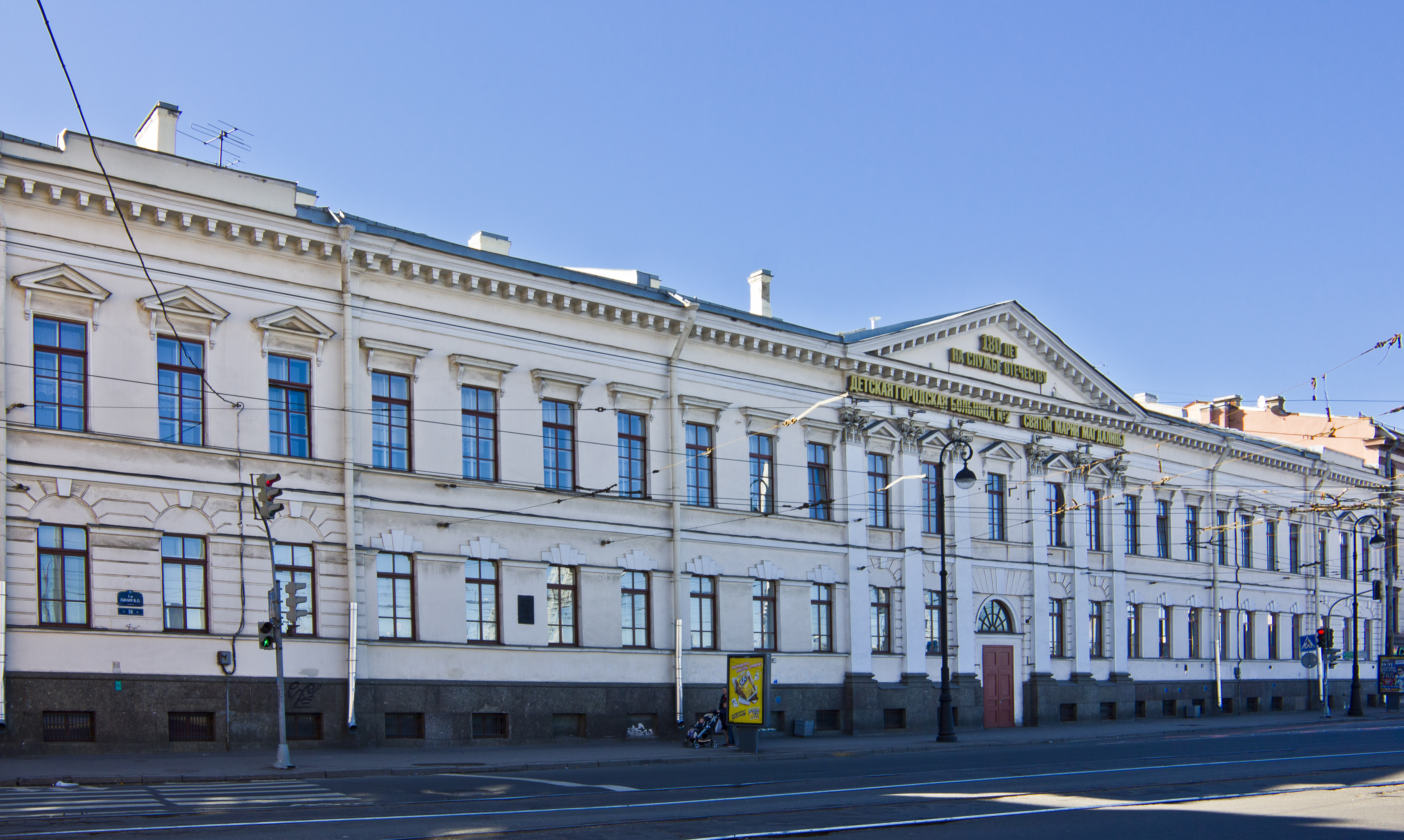
Современный вид главного корпуса

Главное здание — специально перестроенное для больницы здание особняка Кусова, выходит на 1-ю линию Васильевского острова, напротив Тучкова моста. Особняк Кусова — протяженное двухэтажное здание на подвалах, было сооружено в 1792—1793 года по проекту арх. Луиджи Руска, который объединил два соседних дома на 1-й линии. В октябре 1829 года после реконструкции, выполненной арх. Д. И. Квадри в здании особняка Кусова была открыта больница. Реконструкция здания потребовала очень серьезных внутренних переделок, при этом Д. Квадри сохранил первоначальный внешний облик сооружения, возведенного Л. Руска. Во дворе за главным зданием, который выходит на 2-ю линию, разбит сад.

### Дополнительные здания
С западной стороны участка в 1834—1836 годах по проекту П. С. Плавова была построена двухэтажная покойницкая с часовней (2-я линия ВО, 47). Нижняя часть здания рустована, на уровне второго этажа оно украшено неглубокими нишами с установленными в них урнами. В 1840—1841 годах им же вдоль Магдалинского переулка был построен трёхэтажный конторский корпус. В 1859 году вдоль северной границы западного двора были построены прачечная и сушильня, в 1878 году — каменный корпус с южной стороны. В начале XX века к прачечной была пристроена котельная, фасад которой вышел на 2-ю линию. В 1950-х годах на территории западного двора был устроен сквер с фонтаном.

### Палаты имени Эрнстрема

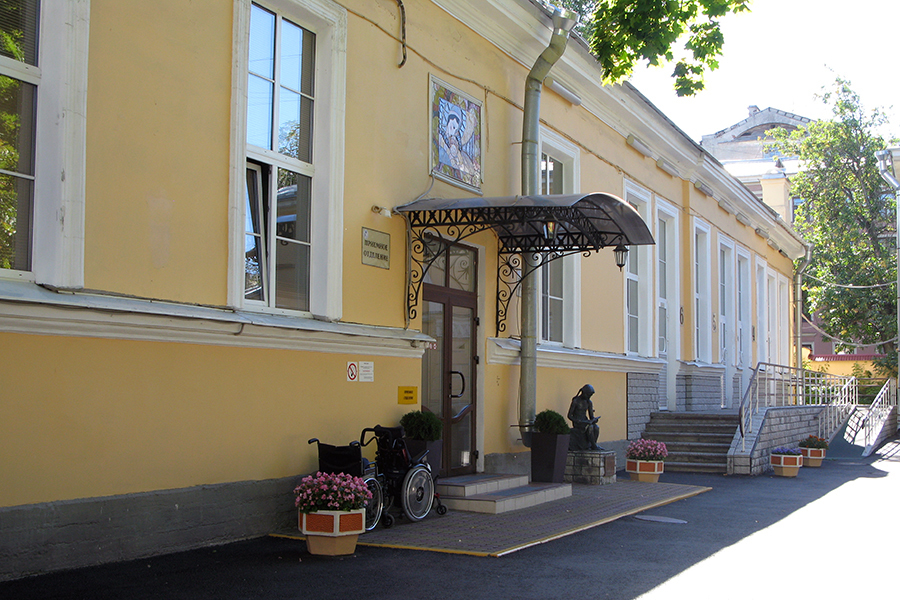
Приёмное отделение

В 1895 году вдова поручика русской армии Эрнстрема обратилась в администрацию больницы с предложением построить на территории больницы небольшое здание и назвать его именем покойного мужа, погибшего на войне. Она пожертвовала на строительство 20 тысяч золотых рублей. Просьба вдовы была выполнена и в 1896 году в юго-западной части участка по проекту архитектора А. Д. Шиллинга было построено здание, в котором открылось новое отделение с палатами на 20 больных. Здание выходит на 2-ю линию и располагается за ажурной металлической оградой.
Оборудованные в построенном здании палаты были названые в честь поручика Эрнстрема. Сейчас в здании палат Эрнстрема размещается приемное отделение.

### Домовая церковь Марии Магдалины

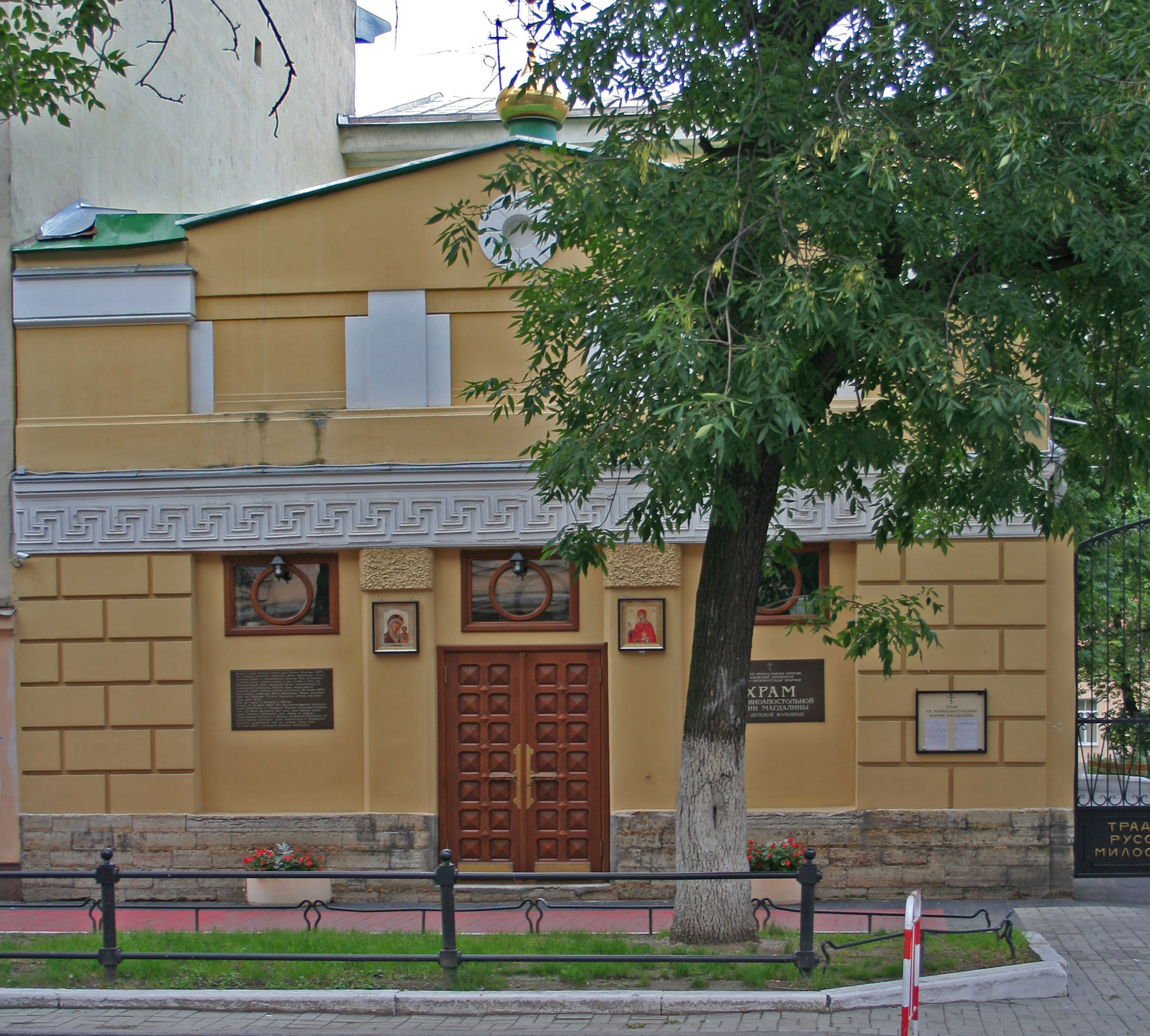
Церковь, возрожденная в здании бывшей котельной

Домовая церковь была устроена Д. И. Квадри в средней части второго этажа главного корпуса, в бывшем парадном зале особняка Кусова. Храм был освящен 14 октября 1829 года, в день рождения покойной императрицы Марии Федоровны. Первым настоятелем храма был протоиерей Григорий Грацианский, который прослужил здесь более 50 лет. Одноярусный иконостас работы Егора Степанова украшали ионические пилястры искусственного мрамора. Иконы для иконостаса написали А. Е. Егоров, Лавров и Алексей Травин, бывший также автором плащаницы и заалтарного образа «Снятия с креста». В 1918 году церковь была закрыта и разграблена. В бывшем помещении церкви сохранились лепные карнизы с модульонами.
Указом от 15 января 2006 году митрополит Владимир благословил возродить церковь св. Марии Магдалины. Возрожденный храм был устроен в здании бывшей котельной на средства, пожертвованные верующими и Фондом св. Дмитрия Солунского, и освящен малым чином 20 апреля 2007 года протоиереем Виктором Московским. Неоклассический фасад котельной повторяет фасад соседнего здания покойницкой и членится по высоте на две равные части поясом меандра. На стене храма установлена мраморная доска с информацией об истории церкви при больнице.

### Комплекс зданий Французского благотворительного общества
Трехэтажное здание приюта и богадельни Французского благотворительного общества было построено в 1885—1887 годах, по проектам арх. Павла Сюзора. На втором этаже располагалась домовая церковь св. Викентия Паулинского. В 1901 году рядом была выстроена больница для неимущих французов, а в 1904 году часовня.
Закладка больницы была совершена 9 мая 1902 года, во время пребывания в С.-Петербурге президента Французской Республики Э. Лубе. Построенное по проекту архитектора Сюзора здание заключало в себе амбулаторию, отделение для хирургических больных, изоляционные отделения для инфекционных больных. Богослужение при закладке больницы совершал римско-католический митрополит Клопотовский в присутствии президента, представителей Французской колонии в Петербурге и администрации.